# Lawrence Roberts (Ingenieur)

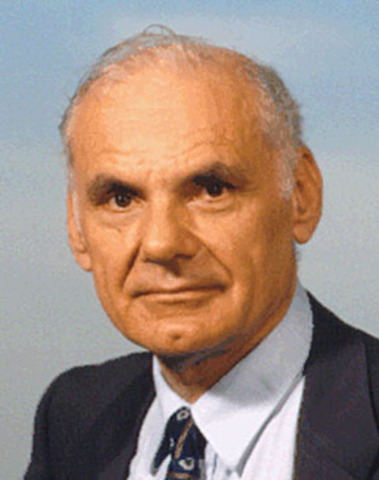
Lawrence Roberts

Lawrence „Larry“ Gilman Roberts (* 21. Dezember 1937 in Connecticut; † 26. Dezember 2018 in Redwood City, Kalifornien) war ein US-amerikanischer Elektrotechniker und Informatiker, der fundamentale Beiträge zur Theorie von Computer-Netzwerken und des Internets leistete.
Gemeinsam mit Vinton G. Cerf, Robert E. Kahn, Leonard Kleinrock erhielt er im Jahr 2001 den Charles-Stark-Draper-Preis und zusammen mit Robert E. Kahn, Vinton G. Cerf und Tim Berners-Lee im Jahr 2002 den Prinz-von-Asturien-Preis für die „Entwicklung des Internets“.
Während seiner Zeit als Programmleiter und Büroleiter der Advanced Research Project Agency entwickelte Roberts mit seinem Team die Paketvermittlung und das ARPANET, einen Vorgänger des heutigen Internets.

## Frühes Leben und Ausbildung
Roberts wuchs in Westport auf. Seine Eltern waren Elliott und Elizabeth Roberts, die beide einen Doktortitel in Chemie besaßen. In seiner Jugend baute Roberts einen Tesla-Transformator und einen Fernseher, zudem entwarf er ein Telefonnetzwerk aus Transistoren für das Mädchen-Pfadfinder-Camp seiner Eltern.
Lawrence Roberts ging auf das Massachusetts Institute of Technology (MIT), wo er 1959 seinen Bachelor, 1960 seinen Master und 1963 seinen Ph.D. in Elektrotechnik machte.

## Karriere
Nach seiner Promotion arbeitete Roberts am Lincoln Laboratory des MIT. Angeregt durch die Arbeiten von J. C. R. Licklider zu einem „Galactic Computer Network“ entwickelte er das Konzept eines Netzwerks, in dem Computer durch die Übermittlung von Datenpaketen kommunizieren können. 1966 wurde er Programmleiter im „Information Processing Techniques Office“ der ARPA, das die Grundlagen des ARPANET entwickelte. Als der Leiter des „Information Processing Techniques Office“, Robert W. Taylor, im Jahr 1969 nach Vietnam geschickt wurde, wurde Roberts sein Nachfolger. Der zweite Knoten des ARPANET, das von Douglas C. Engelbart geleitete Augmentation Research Center, wurde ebenfalls durch Roberts finanziert.
1973 verließ Roberts die ARPA und gründete das Unternehmen Telenet Communications Corporation, um das Prinzip der Datenübertragung durch Paketvermittlung zu kommerzialisieren. Telenet war das erste Unternehmen, das Werkzeuge für die Paketvermittlung anbot. Roberts war von 1973 bis 1980 CEO der Firma. Von 1983 bis 1993 war er CEO von NetExpress, einer Firma für Asynchronous-Transfer-Mode-Ausrüstung, von 1993 bis 1998 Präsident von ATM Systems. Ab 1999 agierte er als Aufsichtsratsvorsitzender und CTO von Caspian Networks, einem Ausrüster für Breitband-Netzwerktechnik. Anfang 2004 verließ er die Firma, die Ende 2006 den Betrieb einstellte.

## Auszeichnungen und Ehrungen
- 1976: IEEE Harry M. Goode Memorial Award[8]
- 1978: Mitglied der National Academy of Engineering[9]
- 1982: Lars-Magnus-Ericsson-Preis[9]
- 1982: Award der Computer Design Hall of Fame[9]
- 1990: IEEE W. Wallace McDowell Award[9][10]
- 1998: SIGCOMM-Award der Association for Computing Machinery[9][11]
- 2000: IEEE Internet Award[9][12]
- 2001: Charles-Stark-Draper-Preis[3]
- 2001: Aufnahme in die American Academy of Arts and Sciences
- 2002: Prinz-von-Asturien-Preis[13]
- 2005: NEC C&C Award[14]
- 2012: Aufnahme in die Internet Hall of Fame durch die Internet Society[15]
- 2017: Fellow des Computer History Museum